# Orion (cépage)
Pour les articles homonymes, voir Orion.
L’orion est un cépage de raisins blancs.

## Origine et répartition géographique
L’orion est une obtention de Gerhardt Alleweldt en croisant Optima x Villard blanc dans les installations du Institut für Rebenzüchtung Geilweilerhof à Siebeldingen (Palatinat) en Allemagne. Le cépage fait partie de la liste des classements de cépages pour la production de vin suivant l’Article 20 du règlement (CE) n° 1227/200.
La superficie plantée en Allemagne est de 6,5 hectares. Des petites plantations sont connues en Suisse.
Le cépage est assez résistant au mildiou et à l'oïdium.

## Synonymes
L'orion est également connu sous le nom de Gf. Ga-58-30.